# Gilbert Amy
Gilbert Amy (Parigi, 29 agosto 1936) è un compositore e direttore d'orchestra francese.

## Biografia
Nel 1954 si era iscritto al conservatorio di Parigi, iniziando a studiare pianoforte con Yvonne Loriod ed ispirandosi - nella sua preparazione - ai maestri Olivier Messiaen e Darius Milhaud. Le sue prime composizioni raccolte sotto il titolo Œil de fumée sono state composte intorno al 1955.
Nel 1957 sotto la guida di Pierre Boulez ha poi composto le Sonata, sua opera per pianoforte. Un anno più tardi ha composto - su commissione dello stesso Boulez - un lavoro innovativo di ricerca musicale denominato Mouvements. L'opera è stata eseguita a Darmstadt dalle Orchestre di Domaine Musical. Ai corsi estivi di Darmstadt ebbe modo di proseguire la sua preparazione (dal 1958 al 1961) seguendo le lezioni di Karlheinz Stockhausen.
Nel 1962 giunge la nomina, da parte di Jean-Louis Barrault, alla carica di direttore del Teatro dell'Odéon, a Parigi. È in questo periodo che Amy intraprende anche la carriera di direttore d'orchestra, alternandosi da allora alla guida di gruppi orchestrali tanto in Europa quanto in Argentina.
Dal 1973 al 1975 è stato consigliere di musica all'emittente radiofonica ORTF. La sua principale mira è stata quella di riformare la musica trasmessa attraverso la radio.
Dal 1976 al 1981 Amy è stato music director dell'Orchestre Philharmonique de Radio France (prima di lui lo era stato Charles Bruck, e dopo gli sarebbe succeduto Marek Janowski). Nel 1984 è succeduto a Pierre Cochereau come direttore del Conservatoire National Supérieur de Musique di Lione, pur continuando a comporre musica.
Il suo talento di compositore gli ha consentito di aggiudicarsi numerosi premi, incluso il Grand Prix National de la Musique nel 1979, il Grand Prix SACEM nel 1983, il Grand Prix Musical Città di Parigi nel 1986 e il Premio presidente della Repubblica della Academy Charles Cros nel 1987.